# Erik Friedlander

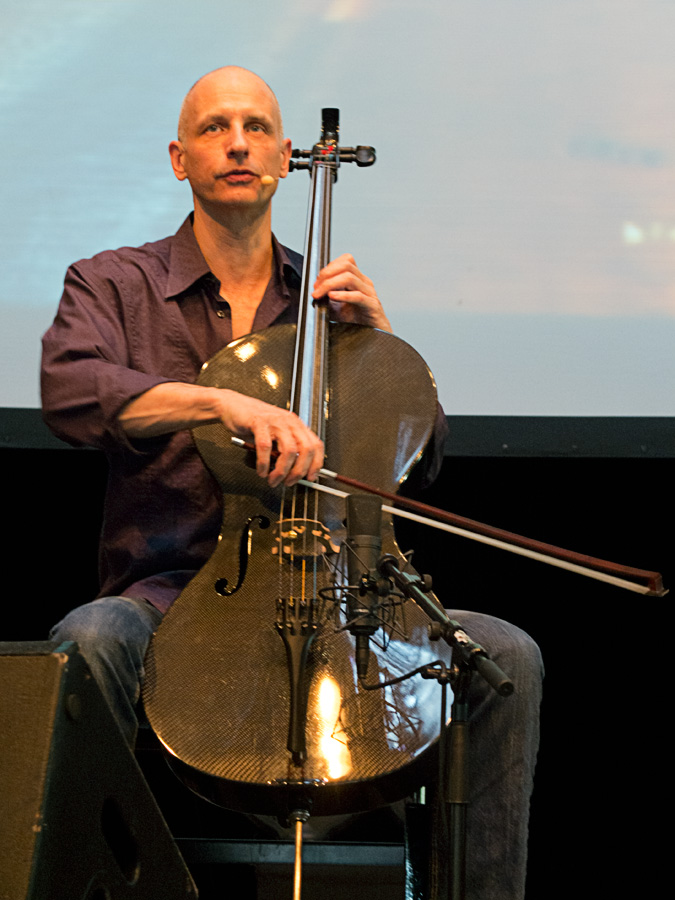
Erik Friedlander, Moers Festival 2012

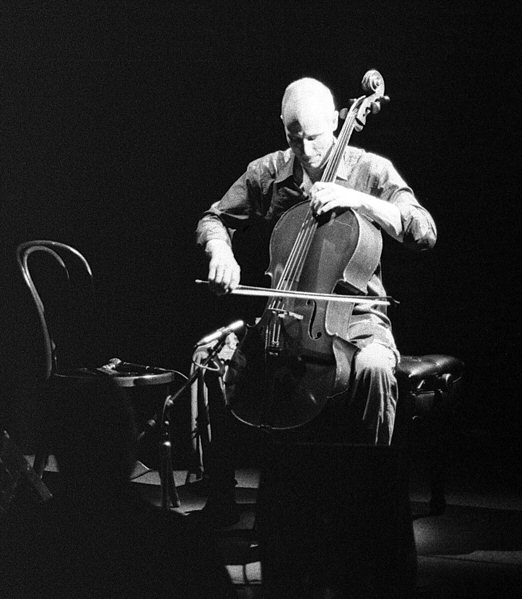
Erik Friedlander

Erik Friedlander (* 1. Juli 1960 in New York City) ist ein US-amerikanischer Cellist, Komponist und Bandleader des Free und Creative Jazz, der freien Improvisation und der zeitgenössischen Musik.

## Leben und Wirken
Erik Friedlander wuchs im Rockland County in einer künstlerischen und musikliebenden Familie auf; sein Vater ist der Photograph Lee Friedlander, der in den 1960er Jahren auch Fotografien für die Plattencover von Atlantic Records anfertigte. Mit sechs Jahren begann Friedlander Gitarre zu spielen, zwei Jahre später Cello.
Friedlander gilt als ein Veteran der New Yorker experimentellen New Yorker Downtown-Szene, er arbeitete Anfang der 1990er Jahre in diesem Kontext mit vielen Formationen, aber auch mit Musikern wie Fred Hersch, Meredith D’Ambrosio und Terence Blanchard, an dessen Soundtrack-Album zum Malcolm-X-Film "X" er 1992 mitwirkte. Am bekanntesten wurde er wohl durch seine Zusammenarbeit mit dem Saxophonisten und Komponisten John Zorn, wie in dessen Bar Kokba-Projekt. Der Cellist arbeitete außerdem mit so unterschiedlichen Musikern wie Laurie Anderson, Uri Caine, Dave Douglas, Ellery Eskelin, Lee Konitz, Joe Lovano, Sylvie Courvoisier, Courtney Love und Phil Woods. Des Weiteren ist er Mitglied des Jazz/Fusion Quartetts Topaz. In den 1990er Jahren nahm er mit dieser Band und der Formation Chimera mehrere Alben u. a. auf Zorns Label Tzadik auf.
2015 gewann er in den Down Beat Kritiker-Polls in der Kategorie Diverse Instrumente.

## Diskographische Hinweise

### Alben als Leader
- 1995 – Chimera (Avant)
- 1996 – Chimera: The Watchman (Tzadik)
- 1997 – Topaz (Siam)
- 1999 – Skin (Siam)
- 2001 – Grains of Paradise (Tzadik)
- 2003 – Quake (Cryptogramophone)
- 2003 – Maldoror (Brassland)
- 2007 – Volac: Book of Angels, Vol. 8 (Tzadik) (Solo-Cello-Interpretationen von John Zorn-Kompositionen)
- 2007 – Block Ice & Propane (Skipstone)
- 2011 – Bonebridge mit Michael Sarin, Doug Wamble, Trevor Dunn
- 2014 – Nighthawks (Skipstone) mit Doug Wamble, Trevor Dunn, Michael Sarin
- 2024 – Dirty Boxing

 Alben mit Masada Chamber Ensembles  (alle Tzadik)
- 1996 – Bar Kokhba
- 1998 – Issachar – The Circle Maker
- 2004 – Masada String Trio: 50th Birthday Celebration, Vol. One
- 2005 – Masada String Trio: Azazel: Book of Angels, Vol. 2
- 2005 – Bar Kokhba Sextet: 50th Birthday Celebration Vol. 11
- 2008 – Bar Kokhba Sextet: Lucifer: Book of Angels, Vol. 10
- 2010 – Masada String Trio: Haborym: The Book of Angels, Vol. 16